# Alien: Blackout
Pour les articles homonymes, voir Alien.
Alien: Blackout est un jeu de survival horror sorti en 2019 sur les appareils Android et iOS,,. Le jeu a été développé par FoxNext Games, D3, Go ! et Rival Games. Il s'agit d'une suite libre du jeu vidéo de 2014 Alien: Isolation.
Les mécanismes de jeu du jeu sont similaires à ceux des jeux vidéo Five Nights at Freddy's : le joueur utilise des caméras de surveillance pour contrôler les installations du vaisseau spatial et tente de se protéger et de protéger les autres personnes à bord pour survivre aux aliens. Le jeu se compose de sept parties et coûtait 4,99 $ US lors de sa sortie.
Andrew Hayward, critique pour le magazine Polygon, a décrit le jeu comme étant fonctionnel dans ses mécanismes de base mais trop répétitif dans l'ensemble.
À partir du 31 octobre 2023, le jeu est retiré sur App Store.